# アレクサンドラ・シュチグウォフスカ
アレクサンドラ・シュチグウォフスカ（Aleksandra Szczygłowska、1998年3月22日 - ）は、ポーランドの女子バレーボール選手。ポーランド代表。

## 来歴

### クラブチーム
エルブロンク出身。2017年、Budowlani Toruńに入団。2018年、UNI Opoleへ移籍し2年間プレーした。2020年6月、BKS Stal Bielsko-Białaへの移籍が発表され、2020/21シーズンのポーランド国内リーグでは6位となった。2021年6月、KSディヴェロプレス・ジェシュフへ移籍し、2021/22シーズンのポーランド国内リーグでは準優勝、ポーランドカップで優勝した。2022/23シーズンは国内リーグで準優勝し自身はベストリベロ賞を受賞した。2023/24シーズンからはチームの主将を務め、国内リーグで準優勝した。

### 代表チーム
2022年にポーランド代表に初選出された。同年の世界選手権に出場した。2023年のネーションズリーグでは銅メダルを獲得した。同年9月のパリ五輪予選に出場した。2024年は正リベロとして活躍し、ネーションズリーグでは銅メダルを獲得した。

## 球歴
- 世界選手権 - 2022年
- ネーションズリーグ - 2022年、2023年、2024年
- 欧州選手権 - 2023年

## 受賞歴
- 2023年 2022/23ポーランドリーグ　ベストリベロ賞

## 所属クラブ
- Budowlani Toruń（2017-2018年）
- UNI Opole（2018-2020年）
- BKS Stal Bielsko-Biała（2020-2021年）
- KSディヴェロプレス・ジェシュフ（2021年-）